# محطة قطار الأصنام
محطة الأصنام هي محطة القطار جزائرية تقع في إقليم بلدية الأصنام ، ولاية البويرة .

## موقع في السكك الحديدية
تقع المحطة شمال مدينة الأصنام على خط الجزائر-سكيكدة حيث تسبقها محطة البويرة وتتبعها محطة بشلول .

## خِدمة الركاب

### خدمة
تخدم محطة الاصنام القطارات الإقليمية للاتصالات:
- الجزائر - سطيف ؛
- الجزائر - بجاية .

## أنظر أيضا

### مَقالات ذات صلة
- خط من الجزائر إلى سكيكدة
- قائمة محطات القطارات في الجزائر

### رَابط خارجي
- "SNTF". Société nationale des transports ferroviaires (SNTF). مؤرشف من الأصل في 2025-07-02..

قالب:Desserte gare/début
قالب:Desserte gare
قالب:Desserte gare
قالب:Desserte gare/fin